# KRESZ

Sebességkorlátozást jelző tábla

A Közúti Rendelkezések Egységes Szabályozása (rövidítve: KRESZ) egy rendeletbe foglalt szabálygyűjtemény, jogi nevén az 1/1975. (II. 5.) KPM–BM együttes rendelet, mely „a Magyarország területén levő közutakon és közforgalom elől el nem zárt magánutakon folyó közlekedést szabályozza”. 1988 óta a közlekedés legalapvetőbb szabályait a közúti közlekedésről szóló 1988. évi I. törvény tartalmazza. A KRESZ szabályai a legtöbb közforgalommal rendelkező ország szabályaival sok tekintetben hasonlóak vagy azonosak.

## Története

A kék alapon fehér nagy, nyomtatott T betű tanulóvezetőt vagy frissen jogosítványt szerzett személyt jelent

A közúti forgalom rendjét már a 19. században is igyekeztek meghatározni. Az első magyar KRESZ-nek egy 1910-ben született belügyminiszteri rendeletet tekintünk. A belügyminiszter 57.000/1910. számú rendelete az egész országra kiterjedő hatályú volt, kizárólag a gépjárművek vonatkozásában tartalmazott előírásokat. A Párizsi Egyezményt 1909. október 11-én megtartott nemzetközi konferencián írták alá, amely tartalmazta már az automobilok műszaki vizsgálatát, a rendszámmal történőellátását, a közúti közlekedés rendjét, a gépjárművezetők képzését és a külföldön történő járművezetést, továbbá az első 4 közúti jelzőtáblát: bukkanó, kanyar, vasúti átjáró, útkereszteződés. 
A magyar királyi belügyminiszter és a magyar királyi kereskedelemügyi miniszter 250.000/1929. BM. számú rendelete: az első hazai KRESZ-nek tekinthetjük – A Közúti Közlekedési Rend és Közrend Egységes Szabályzata – ebből lett a ma is fogalomként használt rövidítés. 1930. január 1-jén lépett hatályba. A gépjárművekre, egyéb járművekre, kerékpárosokra és a gyalogosokra is kiterjedt, a gépjárművek megengedett legnagyobb sebességét 20-40 km/órában határozta meg, hatálya alatt. 1941-ben vezették be a jobboldali közúti közlekedést.
A közúti forgalom sebességét a két világháború között rendkívül alacsonyan határozták meg. 1910 óta a személyautók belterületi menetsebessége maximum 25 km/óra lehetett. 1931‑től az autóbuszoknak megengedték, hogy lakott területen – ha az útviszonyok megengedik – a korábbi 12 km/óra helyett 40 km/óra sebességgel közlekedjenek, 1954-től lakott területen kívül autóbusz már akár 60 km/óra sebességgel is közlekedhetett. A személyautók legnagyobb sebességét viszont nem korlátozták. Az 1975‑ös KRESZ szerint a személyautók autópályán maximum 120, egyéb úton 100 km/óra sebességgel közlekedhettek.
Az állam már az 1920-as években igyekezett a közúti forgalom környezeti ártalmait, veszélyességét mérsékelni: 1926-ban először született rendelet a gyermekek védelmére az utcai forgalomban. Az 1930-ban bevezetett új KRESZ értelmében a tehergépkocsikat és autóbuszokat kötelező visszapillantó tükörrel felszerelni. 1935-től a gépjárművezetőknek a városokban csak a kézi kürt hangjánál nem erősebb, ún. tompított villanykürtöt volt szabad használni. A KRESZ a motorkerékpárokra is számos szabályt hozott létre.
A két világháború között a forgalmi rend legnagyobb változását a jobbra hajtás (vagy jobbra tartás) bevezetése jelentette. Vidéken 1941. július 6-ától, Budapesten november 9-től lépett életbe a jobbra hajtás. A fővárosban az új közlekedési rend bevezetésének halasztását az irányító- és jelzőberendezések átszerelése, a megállóhelyek átépítése, az autóbuszok átalakítása, tehát a fejlettebb közlekedési infrastruktúra indokolta.
A közúti jelzőtáblák kinézetét az 1968-as Bécsi Közúti Jelzési Egyezmény és az azt kiegészítő európai Megállapodás, valamint ezeknek 1995-ben hatályba lépett módosításai szabályozzák. Ez az egyezmény végső soron az 1949-es Genfi Közúti Jelzési Jegyzőkönyv felülvizsgálata és kiegészítése, ami pedig az 1931-es genfi közúti jelzések egységesítéséről szóló egyezményen alapszik.
A belügyminiszter és a közlekedés- és postaügyi miniszter 2500/1950. (XII. 1.) rendelete már 51 jelzőtáblát tartalmazott, meghatározta, hogy fúvott gumiabronccsal lakott területen belül 40 km/óra sebességgel lehet haladni.
A belügyminiszter és a közlekedés- és postaügyi miniszter 1/1953. BM rendelete 59 jelzőtáblát tartalmazott, rendelkezett arról, hogy az autóbuszok megengedett legnagyobb sebessége lakott területen kívül 60 km/óra.
A 2/1962. (IX. 29.) BM-KPM együttes rendelet az 1949. évi genfi közúti egyezményben foglaltakat is figyelembe vették, tartalmazta a közlekedésrendészeti hatóságokat és jogköreiket, 158 jelzőtábla, fénysorompó a vasút-közútszintbeni kereszteződéseknél, előírta a kerékpárok kivilágítását elől és hátul is. 
A KRESZ, a technikai kultúra fejlődése és az emberi szokások változása között szoros összefüggés van.
Az újabb és újabb eszközök elterjedése erősen befolyásolja a KRESZ fejlődését. A KRESZ többéves késéssel követi a megváltozott szokásokat. Ezt példázza például a mobiltelefonok sorsa: a járművezetőknek mobiltelefont csak 1998 óta nem szabad kézben tartva használni.
Habár a KRESZ elsősorban a közutakon történő közlekedés hatályos szabályait jelenti, a nagy kiterjedésű magánterületeken, például áruházak parkolóiban vagy ipari létesítmények területén szintén a KRESZ szabályai érvényesek, amire táblákkal figyelmeztetni is szokták az oda járművel behajtókat.
A KRESZ elsajátításában sokat segítenek a KRESZ-parkok, ahol a valódi közutak kisebb léptékű másolataival lehet találkozni; itt főleg gyerekek tudják játékos módon kerékpárral, gokarttal, gyalog vagy más módon közlekedve megismerni a helyes közlekedés szabályait a valódi közutak veszélyei nélkül.
Az alkoholizálást támogató állami intézkedések közé tartozik az ittas kerékpározás 2014-ben bevezetett legalizációja, amely ellen rengetegen tiltakoztak: civil szervezetek, újságírók, valamint a Lánglovagok Egyesület és a Magyar Kerékpárosklub is. Kiemelték, hogy az ittas kerékpározók nem csak magukra, hanem másokra is életveszélyesek. Az szabályozás emberéleteket is követelt: többek között Rimóc polgármestere, Beszkid Andor is emiatt az intézkedés miatt vesztette életét 2016-ban, ugyanis egy ittas biciklis miatt szenvedett halálos autóbalesetet.

### Jelentősebb nemzetközi egyezmények
- Az 1926. évi Párizsi Egyezmény – Autóközlekedésre vonatkozó Párizsi Egyezmény: az 1929. évi XXXII. törvénycikk hirdette ki – határokon átívelő turizmus élénkítése érdekében – vezetői engedélyek elismerését, nemzetközi vezetői engedélyek kiadásának szabályozását, valamint járműnyilvántartási, azonosítási szabályok meghatározását tűzte ki célul.

- Az 1949. évi Genfi Egyezmény – Közúti Közlekedési Egyezmény: az 1962. évi 28. tvr. hirdette ki, majd ismételten a 2019. évi LXXV. tv. hirdette ki – a közlekedési szabályok és közlekedési jelzések egységesítése.

- Az 1968. november 8-án napján Bécsben aláírt Közúti Forgalomról Szóló Egyezmény – a két korábbi egyezményt egységesítette és fejlesztette tovább – kiterjed a járművezetők által a közlekedésben betartandó szabályok szinte minden elemére (manőver, megállás, parkolás, utasszállítás) – a mai nemzeti szabályozások alapján képezi – az egyezményben foglaltak gyakorlatilag valamennyi európai ország alkalmazza, azonban így sem teljesen egységes a szabályozás, az EU tagállamok előírásai között számos kisebb-nagyobb eltérés van.

### Jogszabályok
- net.jogtar.hu/kresz – a KRESZ naprakész szövege
- njt.hu > KRESZ – a KRESZ naprakész szövege
- A közúti közlekedésről szóló 1988. évi I. törvény (a végrehajtásáról szóló 30/1988. (IV. 21.) MT rendelettel egységes szerkezetben)
- 2/1962. (IX. 29.) BM-KPM együttes rendelet a közúti közlekedés szabályairól
- 1/1953. (XII. 4.) BM rendelet a közúti közlekedés rendjének szabályozásáról
- 2500/1950. (XII. 1.) BM rendelet a közutakon a közlekedés rendjének és a rend fenntartásának szabályozása tárgyában (KRESZ) - a pdf tartalmazza az akkor használt jelzőtáblák rajzát is
- A m. kir. belügyminiszternek és m. kir. kereskedelemügyi miniszternek 1929. évi 250.000. ß. M, számú rendelete, a közúti közlekedés rendjének és a közutakon a közrend fenntartásának egységes szabályozásáról.
- A m. kir. belügyminiszter 1910. évi 57.000. számú rendeletével kiadott szabályzat a gépjármüvek közúti forgalmáról.

### Egyéb
- KRESZ.lap.hu
- Jogifórum.hu: KRESZ-szel kapcsolatos cikkek[halott link]